# Ernst August Charbonnier
Ernst August Charbonnier (getauft 8. Juli 1677 in Osnabrück; † 24. Mai 1747 in der Calenberger Neustadt (Hannover)) war ein Gartenkünstler vermutlich französischer Abstammung.

## Leben

### Familie
Ernst August war der Sohn des vermutlich aus Frankreich stammenden Gartenkünstlers Martin Charbonnier und der jüngere Bruder von Georg Ludwig Charbonnier. Sein Sohn war Matthias Charbonnier.

### Werdegang und Werk
Ernst August Charbonnier wurde in Osnabrück getauft, wo sein Vater seinerzeit im Dienst des späteren Kurfürsten Ernst August und dessen Ehefrau Sophie von der Pfalz stand und für den dortigen Residenzgarten zuständig war.
1713 arbeitete Ernst August Charbonnier im Französischen Garten in Celle. Nur wenige Jahre später wurde er 1717 zum Nachfolger seines Vaters ernannt für den Großen Garten in Herrenhausen.
1720 legte Charbonnier für den Oberkammerherrn Ernst August von Platen den Garten beim Schloss Montbrillant an (den späteren Welfengarten).
1726/27 schuf Charbonnier die Herrenhäuser Allee aus 1.300 Linden als sichtbare Verbindung zwischen dem in der Stadt Hannover gelegenen Leineschloss und der Sommerresidenz in den Herrenhäuser Gärten. Zur gleichen Zeit schuf er die Allee im Berggarten, die heute als Zufahrt von der Herrenhäuser Straße zum Welfenmausoleum führt und Eigentum des Welfenhauses ist.
Ernst August Charbonnier starb 1747 in der Calenberger Neustadt.